# Conway Ice Ridge
Conway Ice Ridge ist ein Rücken aus Presseis nahe der Gould-Küste des westantarktischen Marie-Byrd-Lands. Er liegt zwischen dem Whillans-Eisstrom und dem Mercer-Eisstrom.
Das Advisory Committee on Antarctic Names benannte dieses Objekt 2003 nach dem US-amerikanischen Geophysiker Howard B. Conway von der University of Washington, der von 1994 bis 1995 Studien am Siple Dome und von 1994 bis 1995 am Meserve-Gletscher betrieb sowie Teamleiter der Mannschaft war, welche von 2001 bis 2002 die glaziale Herkunft des Presseisrückens untersuchte.